# Seututie 790
Pour les articles homonymes, voir Route 790.
La route régionale 790 (finnois : Seututie 790) est une route régionale allant de Pyhäjoki jusqu'à Vihanti à Raahe en Finlande,,.

## Présentation
La seututie 790 est une route régionale d'Ostrobotnie du Nord.

## Parcours
- Pyhäjoki
- Pyhäjoki
  - Liminkakylä
- Vihanti